# U–868
Az U–868 tengeralattjárót a német haditengerészet rendelte a brémai AG Wessertől 1941. augusztus 25-én. A hajót 1943. december 23-án állították szolgálatba. Két harci küldetése volt, egy hadihajót süllyesztett el.

## Pályafutása
Az U–868 első őrjáratára 1945. január 21-én futott ki Hortenből, kapitánya Eduard Turre volt. A 29 napos szolgálat alatt nem süllyesztett el hajót. Második útján, 1945. március 17-én megtorpedózta a HMCS Guysborough kanadai aknaszedőt a Vizcayai-öbölben. A kilencven tengerészből 53 meghalt. A tengeralattjáró április 10-én kötött ki Kristiansandban. Május 9-én legénysége megadta magát a norvégiai Bergenben.

Az U–868 május 30-án megérkezett a német tengeralattjárók egyik gyűjtőhelyére, a skóciai Loch Ryanbe. November 30-án a szövetségesek Deadlight hadműveletének keretében  elsüllyesztették.

## Kapitányok
| Név            | Kezdőnap           | Zárónap         |
| -------------- | ------------------ | --------------- |
| Dietrich Rauch | 1943. december 20. | 194. július 21. |
| Eduard Turre   | 1944. július 22.   | 1945. május 5.  |

## Őrjáratok
| Indulás       | Indulónap         | Érkezés       | Zárónap           |
| ------------- | ----------------- | ------------- | ----------------- |
| Horten        | 1945. január 21.  | Saint-Nazaire | 1945. február 18. |
| Saint-Nazaire | 1945. március 14. | Kristiansand  | 1945. április 10. |

## Elsüllyesztett hajó
| Dátum             | Hajó neve         | Nemzetisége | Brt |
| ----------------- | ----------------- | ----------- | --- |
| 1945. március 17. | HMCS Guysborough* | Kanada      | 672 |

* Hadihajó